# Elisabetta di Brunswick-Wolfenbüttel
Elisabetta di Brunswick-Wolfenbüttel (Wolfenbüttel, 23 giugno 1593 – Altenburg, 25 marzo 1650) è stata una principessa di Brunswick-Wolfenbüttel e duchessa di Sassonia-Altenburg.

## Biografia
Era la figlia di Enrico Giulio di Brunswick-Lüneburg, e della sua seconda moglie, Elisabetta di Danimarca, figlia del re Federico II di Danimarca.

## Matrimonio
Sposò, il 1º gennaio 1612 a Dresda, Augusto di Sassonia (1589-1615), ma morì all'età di 26 anni, dopo soli tre anni di matrimonio.
Sposò, il 25 ottobre 1618 a Altenburg, Giovanni Filippo di Sassonia-Altenburg(1597-1639). Ebbero una figlia:
- Elisabetta Sofia (1619-1680), sposò Ernesto I di Sassonia-Gotha-Altenburg (1601-1675)

## Morte
Elisabetta morì il 25 marzo 1650 a Altenburg.

## Ascendenza
|                                                                                      |                                    |                                                         | Genitori                                               |  |  | Nonni |  |  | Bisnonni                                            |  |  | Trisnonni                                              |  |
|                                                                                      |                                    |                                                         |                                                        |  |  |       |  |  | 8. Enrico V, XIV principe di Brunswick-Wolfenbüttel |  |  | 16. Enrico IV, XIII principe di Brunswick-Wolfenbüttel |  |
|                                                                                      |                                    |                                                         |                                                        |  |  |       |  |  | 8. Enrico V, XIV principe di Brunswick-Wolfenbüttel |  |  | 16. Enrico IV, XIII principe di Brunswick-Wolfenbüttel |  |
|                                                                                      |                                    | 17. Caterina di Pomerania-Wolgast                       |                                                        |  |  |       |  |  | 8. Enrico V, XIV principe di Brunswick-Wolfenbüttel |  |  |                                                        |  |
| 4. Giulio, XV principe di Brunswick-Wolfenbüttel e VI principe di Calenberg          |                                    |                                                         |                                                        |  |  |       |  |  | 8. Enrico V, XIV principe di Brunswick-Wolfenbüttel |  |  |                                                        |  |
|                                                                                      |                                    | 9. Maria di Württemberg-Mömpelgard                      | 18. Enrico, I conte di Württemberg-Mömpelgard          |  |  |       |  |  |                                                     |  |  |                                                        |  |
|                                                                                      |                                    | 9. Maria di Württemberg-Mömpelgard                      | 18. Enrico, I conte di Württemberg-Mömpelgard          |  |  |       |  |  |                                                     |  |  |                                                        |  |
|                                                                                      |                                    | 9. Maria di Württemberg-Mömpelgard                      | 19. Eva di Salm                                        |  |  |       |  |  |                                                     |  |  |                                                        |  |
| 2. Enrico Giulio, XVI principe di Brunswick-Wolfenbüttel e VII principe di Calenberg |                                    | 9. Maria di Württemberg-Mömpelgard                      |                                                        |  |  |       |  |  |                                                     |  |  |                                                        |  |
|                                                                                      |                                    | 10. Gioacchino II, XII principe elettore di Brandeburgo | 20. Gioacchino I, XI principe elettore di Brandeburgo  |  |  |       |  |  |                                                     |  |  |                                                        |  |
|                                                                                      |                                    | 10. Gioacchino II, XII principe elettore di Brandeburgo | 20. Gioacchino I, XI principe elettore di Brandeburgo  |  |  |       |  |  |                                                     |  |  |                                                        |  |
|                                                                                      |                                    | 10. Gioacchino II, XII principe elettore di Brandeburgo | 21. Elisabetta di Danimarca                            |  |  |       |  |  |                                                     |  |  |                                                        |  |
| 5. Edvige di Brandeburgo                                                             |                                    | 10. Gioacchino II, XII principe elettore di Brandeburgo |                                                        |  |  |       |  |  |                                                     |  |  |                                                        |  |
|                                                                                      |                                    | 11. Edvige di Polonia                                   | 22. Sigismondo I, re di Polonia e granduca di Lituania |  |  |       |  |  |                                                     |  |  |                                                        |  |
|                                                                                      |                                    | 11. Edvige di Polonia                                   | 22. Sigismondo I, re di Polonia e granduca di Lituania |  |  |       |  |  |                                                     |  |  |                                                        |  |
|                                                                                      |                                    | 11. Edvige di Polonia                                   | 23. Barbara Zápolya                                    |  |  |       |  |  |                                                     |  |  |                                                        |  |
| 1. Elisabetta di Brunswick-Wolfenbüttel                                              |                                    | 11. Edvige di Polonia                                   |                                                        |  |  |       |  |  |                                                     |  |  |                                                        |  |
|                                                                                      | 12. Cristiano III, re di Danimarca | 24. Federico I, re di Danimarca                         |                                                        |  |  |       |  |  |                                                     |  |  |                                                        |  |
|                                                                                      | 12. Cristiano III, re di Danimarca | 24. Federico I, re di Danimarca                         |                                                        |  |  |       |  |  |                                                     |  |  |                                                        |  |
|                                                                                      | 12. Cristiano III, re di Danimarca | 25. Anna di Brandeburgo                                 |                                                        |  |  |       |  |  |                                                     |  |  |                                                        |  |
| 6. Federico II, re di Danimarca                                                      | 12. Cristiano III, re di Danimarca |                                                         |                                                        |  |  |       |  |  |                                                     |  |  |                                                        |  |
|                                                                                      |                                    | 13. Dorotea di Sassonia-Lauenburg                       | 26. Magnus I, IV duca di Sassonia-Lauenburg            |  |  |       |  |  |                                                     |  |  |                                                        |  |
|                                                                                      |                                    | 13. Dorotea di Sassonia-Lauenburg                       | 26. Magnus I, IV duca di Sassonia-Lauenburg            |  |  |       |  |  |                                                     |  |  |                                                        |  |
|                                                                                      |                                    | 13. Dorotea di Sassonia-Lauenburg                       | 27. Caterina di Brunswick-Wolfenbüttel                 |  |  |       |  |  |                                                     |  |  |                                                        |  |
| 3. Elisabetta di Danimarca                                                           |                                    | 13. Dorotea di Sassonia-Lauenburg                       |                                                        |  |  |       |  |  |                                                     |  |  |                                                        |  |
|                                                                                      |                                    | 14. Ulrico III, II duca di Meclemburgo-Güstrow          | 28. Alberto VII, I duca di Meclemburgo-Güstrow         |  |  |       |  |  |                                                     |  |  |                                                        |  |
|                                                                                      |                                    | 14. Ulrico III, II duca di Meclemburgo-Güstrow          | 28. Alberto VII, I duca di Meclemburgo-Güstrow         |  |  |       |  |  |                                                     |  |  |                                                        |  |
|                                                                                      |                                    | 14. Ulrico III, II duca di Meclemburgo-Güstrow          | 29. Anna di Brandeburgo                                |  |  |       |  |  |                                                     |  |  |                                                        |  |
| 7. Sofia di Meclemburgo-Güstrow                                                      |                                    | 14. Ulrico III, II duca di Meclemburgo-Güstrow          |                                                        |  |  |       |  |  |                                                     |  |  |                                                        |  |
|                                                                                      |                                    | 15. Elisabetta di Danimarca                             | 30. Federico I, re di Danimarca (= 24)                 |  |  |       |  |  |                                                     |  |  |                                                        |  |
|                                                                                      |                                    | 15. Elisabetta di Danimarca                             | 30. Federico I, re di Danimarca (= 24)                 |  |  |       |  |  |                                                     |  |  |                                                        |  |
|                                                                                      |                                    | 15. Elisabetta di Danimarca                             | 31. Sofia di Pomerania                                 |  |  |       |  |  |                                                     |  |  |                                                        |  |
|                                                                                      |                                    | 15. Elisabetta di Danimarca                             |                                                        |  |  |       |  |  |                                                     |  |  |                                                        |  |